# Remondo
Remondo è un comune spagnolo di 344 abitanti situato nella comunità autonoma di Castiglia e León.